# 14698 Scottyoung
14698 Scottyoung eller 2000 AT230 är en asteroid i huvudbältet som upptäcktes den 3 januari 2000 av Spacewatch vid Kitt Peak-observatoriet. Den är uppkallad efter Scott Douglas Young.
Den tillhör asteroidgruppen Massalia.